# Јукон (река)
Јукон (енгл. Yukon River) је река која протиче кроз Канаду и САД. Дуга је 3,185 km. Протиче кроз канадске покрајине Британску Колумбију и Јукон и америчку савезну државу Аљаску. Улива се у Берингово море. Слив реке износи 839.200 km². Извире из језера Тагиш (енгл. Tagish), Атлин (енгл. Atlin) и Тезлин (енгл. Teslin) која се налазе на граници канадских области Британска Колумбија и Јукон. Река на почетку тече северозападно кроз територију Јукон поред градова Вајтхорс (енгл. Whitehorse), Кармакс (енгл. Carmacks), Форт Селкерк (енгл. Fort Selkirk) и Досон (енгл. Dawson). Главне притоке у овој области су Пели (енгл. Pelly), Стјуарт (енгл. Stewart) и Клондајк (енгл. Klondike). Јукон потом скреће ка западу, улази у Аљаску и тече преко ове територије у дужини од око 2.000 km и завршава свој пут у Беринговом мору стварајући притом широку делту. Главне притоке на територији Аљаске су реке Поркјупајн (енгл. Porcupine), Танана (енгл. Tanana), и Којукук (енгл. Koyukuk). На ушћу Јукона и Поркјупајна ствара се пространа Јуконска равница дужине од око 250 km, област позната по великом броју канала, бара, пешчаних и пошумљених острва. Ова река је пловна узводно од града Вајтхорс, али искључиво за бродове са плитким газом. Јукон је доста коришћен од стране руских трговаца крзном на почетку 19. века, а и био је значајна транспортна рута.
Данас се углавном користи за локални саобраћај. Најдужа река на Аљасци и Јукону, била је једна од главних превозних рута током златне грознице у Клондајку 1896–1903. Део реке у Јукону — део „Тридесет миља“, од језера Лаберж до реке Теслин — је река националног наслеђа и јединица Међународног историјског парка Клондајк златна грозница. Речни бродови на точак са лопатицама наставили су да плове реком све до 1950-их, када је завршен аутопут Клондајк. Након куповине Аљаске од стране Сједињених Држава 1867. године, Аљаска комерцијална компанија је стекла имовину Руско-америчке компаније и изградила неколико стајалишта на различитим локацијама на реци Јукон. Огромно пространство и обале ове реке су углавном дивље и ненастањене с обзиром да се река креће кроз пределе где су услови за живот веома сурови. Становници обала Јукона су углавном ескимског порекла и за преживљавање се ослањају на лов и риболов.
Река Јукон има недавну историју загађења од војних објеката, депонија, отпадних вода и других извора. Међутим, Агенција за заштиту животне средине не наводи реку Јукон међу својим загађеним сливовима, а подаци о квалитету воде из Геолошког завода САД показују релативно добре нивое замућености, метала и раствореног кисеоника. Реке Јукон и Мекензи имају много веће концентрације суспендованих седимената од великих сибирских арктичких река.

## Географија и екологија
Неке од горњих падина овог слива (нпр. брда Нулато) су пошумљена црном смрчом. Овај локалитет у близини полуострва Сиворд представља најближу најзападнију границу црне смрче, Picea mariana, једног од најраспрострањенијих четинара у северној Северној Америци.

### Пражњење
Јукон на пилот станици (121 миља узводно од ушћа) минимално, просечно и максимално пражњење.
| Година    | Пражњење (Период: 1975/10/01 – 2022/09/30)                  | Пражњење (Период: 1975/10/01 – 2022/09/30)                  | Пражњење (Период: 1975/10/01 – 2022/09/30)                  | Пражњење (Период: 1975/10/01 – 2022/09/30)                  | Пражњење (Период: 1975/10/01 – 2022/09/30)                  | Пражњење (Период: 1975/10/01 – 2022/09/30)                  | Пражњење (Период: 1975/10/01 – 2022/09/30)                  |
| Година    | Мин                                                         | Мин                                                         | Средња вредност                                             | Средња вредност                                             | Средња вредност                                             | Макс                                                        | Макс                                                        |
| Година    | cfs                                                         | m³/s                                                        | cfs                                                         | m³/s                                                        | km³                                                         | cfs                                                         | m³/s                                                        |
| --------- | ----------------------------------------------------------- | ----------------------------------------------------------- | ----------------------------------------------------------- | ----------------------------------------------------------- | ----------------------------------------------------------- | ----------------------------------------------------------- | ----------------------------------------------------------- |
| 1976      | 65,000                                                      | 1,840                                                       | 218,300                                                     | 6,182                                                       | 195                                                         | 700,000                                                     | 19,800                                                      |
| 1977      | 44,000                                                      | 1,250                                                       | 204,100                                                     | 5,779                                                       | 182                                                         | 669,000                                                     | 18,900                                                      |
| 1978      | 42,000                                                      | 1,190                                                       | 185,300                                                     | 5,247                                                       | 166                                                         | 465,000                                                     | 13,200                                                      |
| 1979      | 40,000                                                      | 1,130                                                       | 224,200                                                     | 6,349                                                       | 200                                                         | 587,000                                                     | 16,600                                                      |
| 1980      | 50,000                                                      | 1,420                                                       | 236,900                                                     | 6,708                                                       | 212                                                         | 660,000                                                     | 18,700                                                      |
| 1981      | 40,000                                                      | 1,130                                                       | 229,600                                                     | 6,502                                                       | 205                                                         | 563,000                                                     | 15,900                                                      |
| 1982      | 38,000                                                      | 1,080                                                       | 240,800                                                     | 6,819                                                       | 215                                                         | 866,000                                                     | 24,500                                                      |
| 1983      | 45,000                                                      | 1,270                                                       | 218,900                                                     | 6,199                                                       | 196                                                         | 554,000                                                     | 15,700                                                      |
| 1984      | 35,000                                                      | 990                                                         | 231,900                                                     | 6,567                                                       | 207                                                         | 642,000                                                     | 18,200                                                      |
| 1985      | 40,000                                                      | 1,130                                                       | 239,200                                                     | 6,773                                                       | 214                                                         | 1,100,000                                                   | 31,150                                                      |
| 1986      | 50,000                                                      | 1,420                                                       | 231,400                                                     | 6,553                                                       | 207                                                         | 585,000                                                     | 16,600                                                      |
| 1987      | 47,000                                                      | 1,330                                                       | 223,800                                                     | 6,337                                                       | 200                                                         | 649,000                                                     | 18,400                                                      |
| 1988      | 50,000                                                      | 1,420                                                       | 218,700                                                     | 6,193                                                       | 195                                                         | 680,000                                                     | 19,300                                                      |
| 1989      | 55,000                                                      | 1,560                                                       | 225,500                                                     | 6,385                                                       | 202                                                         | 800,000                                                     | 22,650                                                      |
| 1990      | 47,000                                                      | 1,330                                                       | 235,400                                                     | 6,666                                                       | 210                                                         | 900,000                                                     | 25,500                                                      |
| 1991      | 50,000                                                      | 1,420                                                       | 249,800                                                     | 7,074                                                       | 223                                                         | 1,070,000                                                   | 30,300                                                      |
| 1992      | 46,000                                                      | 1,300                                                       | 239,500                                                     | 6,782                                                       | 214                                                         | 788,000                                                     | 22,300                                                      |
| 1993      | 50,000                                                      | 1,420                                                       | 240,400                                                     | 6,807                                                       | 215                                                         | 854,000                                                     | 24,200                                                      |
| 1994      | 50,000                                                      | 1,420                                                       | 253,700                                                     | 7,184                                                       | 227                                                         | 660,000                                                     | 18,700                                                      |
| 1995      | 42,000                                                      | 1,190                                                       | 218,300                                                     | 6,182                                                       | 195                                                         | 696,000                                                     | 19,700                                                      |
| 1996      | 36,000                                                      | 1,020                                                       | 209,700                                                     | 5,938                                                       | 187                                                         | 502,000                                                     | 14,200                                                      |
| 1997      | Непотпуни подаци нису коришћени за статистичко израчунавање | Непотпуни подаци нису коришћени за статистичко израчунавање | Непотпуни подаци нису коришћени за статистичко израчунавање | Непотпуни подаци нису коришћени за статистичко израчунавање | Непотпуни подаци нису коришћени за статистичко израчунавање | Непотпуни подаци нису коришћени за статистичко израчунавање | Непотпуни подаци нису коришћени за статистичко израчунавање |
| 1998      | Непотпуни подаци нису коришћени за статистичко израчунавање | Непотпуни подаци нису коришћени за статистичко израчунавање | Непотпуни подаци нису коришћени за статистичко израчунавање | Непотпуни подаци нису коришћени за статистичко израчунавање | Непотпуни подаци нису коришћени за статистичко израчунавање | Непотпуни подаци нису коришћени за статистичко израчунавање | Непотпуни подаци нису коришћени за статистичко израчунавање |
| 1999      | Непотпуни подаци нису коришћени за статистичко израчунавање | Непотпуни подаци нису коришћени за статистичко израчунавање | Непотпуни подаци нису коришћени за статистичко израчунавање | Непотпуни подаци нису коришћени за статистичко израчунавање | Непотпуни подаци нису коришћени за статистичко израчунавање | Непотпуни подаци нису коришћени за статистичко израчунавање | Непотпуни подаци нису коришћени за статистичко израчунавање |
| 2000      | Непотпуни подаци нису коришћени за статистичко израчунавање | Непотпуни подаци нису коришћени за статистичко израчунавање | Непотпуни подаци нису коришћени за статистичко израчунавање | Непотпуни подаци нису коришћени за статистичко израчунавање | Непотпуни подаци нису коришћени за статистичко израчунавање | Непотпуни подаци нису коришћени за статистичко израчунавање | Непотпуни подаци нису коришћени за статистичко израчунавање |
|           |                                                             |                                                             |                                                             |                                                             |                                                             |                                                             |                                                             |
| 1976–1996 | 45,800                                                      | 1,300                                                       | 227,400                                                     | 6,439                                                       | 203                                                         | 713,800                                                     | 20,200                                                      |
|           |                                                             |                                                             |                                                             |                                                             |                                                             |                                                             |                                                             |
| 2001      | 46,000                                                      | 1,300                                                       | 249,500                                                     | 7,067                                                       | 223                                                         | 901,000                                                     | 25,500                                                      |
| 2002      | 38,000                                                      | 1,080                                                       | 210,400                                                     | 5,958                                                       | 188                                                         | 884,000                                                     | 25,000                                                      |
| 2003      | 48,000                                                      | 1,360                                                       | 236,500                                                     | 6,697                                                       | 211                                                         | 543,000                                                     | 15,400                                                      |
| 2004      | 46,500                                                      | 1,320                                                       | 211,800                                                     | 5,998                                                       | 189                                                         | 648,000                                                     | 18,350                                                      |
| 2005      | 41,000                                                      | 1,160                                                       | 254,600                                                     | 7,209                                                       | 228                                                         | 1,240,000                                                   | 35,100                                                      |
| 2006      | 45,000                                                      | 1,270                                                       | 252,300                                                     | 7,144                                                       | 226                                                         | 920,000                                                     | 26,050                                                      |
| 2007      | 38,000                                                      | 1,080                                                       | 213,600                                                     | 6,048                                                       | 191                                                         | 531,000                                                     | 15,000                                                      |
| 2008      | 40,500                                                      | 1,150                                                       | 231,600                                                     | 6,558                                                       | 207                                                         | 775,000                                                     | 21,950                                                      |
| 2009      | 48,000                                                      | 1,360                                                       | 231,900                                                     | 6,567                                                       | 207                                                         | 1,090,000                                                   | 30,900                                                      |
| 2010      | 42,000                                                      | 1,190                                                       | 205,600                                                     | 5,822                                                       | 184                                                         | 675,000                                                     | 19,100                                                      |
| 2011      | 47,000                                                      | 1,330                                                       | 227,000                                                     | 6,428                                                       | 203                                                         | 670,000                                                     | 19,000                                                      |
| 2012      | 44,000                                                      | 1,250                                                       | 247,700                                                     | 7,014                                                       | 221                                                         | 660,000                                                     | 18,700                                                      |
| 2013      | 48,500                                                      | 1,370                                                       | 231,700                                                     | 6,561                                                       | 207                                                         | 820,000                                                     | 23,200                                                      |
| 2014      | 45,000                                                      | 1,270                                                       | 266,400                                                     | 7,544                                                       | 238                                                         | 553,000                                                     | 15,700                                                      |
| 2015      | 55,000                                                      | 1,560                                                       | 229,400                                                     | 6,499                                                       | 205                                                         | 621,000                                                     | 17,600                                                      |
| 2016      | 58,000                                                      | 1,640                                                       | 274,600                                                     | 7,776                                                       | 245                                                         | 603,000                                                     | 17,100                                                      |
| 2017      | 46,700                                                      | 1,320                                                       | 214,900                                                     | 6,085                                                       | 192                                                         | 562,000                                                     | 15,900                                                      |
| 2018      | 48,000                                                      | 1,360                                                       | 257,600                                                     | 7,294                                                       | 230                                                         | 669,000                                                     | 18,900                                                      |
| 2019      | 60,900                                                      | 1,730                                                       | 233,300                                                     | 6,606                                                       | 208                                                         | 647,000                                                     | 18,300                                                      |
| 2020      | 52,400                                                      | 1,480                                                       | 290,900                                                     | 8,237                                                       | 260                                                         | 704,000                                                     | 19,900                                                      |
| 2021      | 50,900                                                      | 1,440                                                       | 262,200                                                     | 7,425                                                       | 234                                                         | 589,000                                                     | 16,700                                                      |
| 2022      | 49,400                                                      | 1,400                                                       | 280,800                                                     | 7,952                                                       | 251                                                         | 682,000                                                     | 19,300                                                      |
|           |                                                             |                                                             |                                                             |                                                             |                                                             |                                                             |                                                             |
| 2001–2022 | 47,200                                                      | 1,340                                                       | 241,600                                                     | 6,840                                                       | 216                                                         | 695,700                                                     | 19,700                                                      |
|           |                                                             |                                                             |                                                             |                                                             |                                                             |                                                             |                                                             |
| 1976–2022 | 46,500                                                      | 1,320                                                       | 232,750                                                     | 6,591                                                       | 208                                                         | 704,500                                                     | 19,950                                                      |

## Рибарство
Током последњих 20 година „регрутовање” лососа, број одраслих који се враћају, претрпео је неколико шокова. Касне 1980-те, 1990-те и 2000-те су обележене радикално смањеним уловима различитих врста лососа. Министарство трговине Сједињених Америчких Држава издало је Федералну декларацију о катастрофама за комерцијални чинушки риболов на реци Јукон 2008. и 2009. године, позивајући на потпуно затварање комерцијалног риболова заједно са ограничењима риболова за потребе издржавања. О основном узроку ових лоших повратака лососа и даље се расправља, са питањима о ефектима климатских промена на снабдевање океаном храном и распрострањености болести код одраслих повратника, методама риболова који се користе на реци и ефектима флоте за лов мрежом полока из Беринговог мора на снабдевање храном и успутни улов лососа. Године 2010, Одбор за рибарство Аљаског министарства за рибу и дивљач издао је прво ограничење за величину мреже на Јукону, смањивши је на 75 in (1.900 mm).

## Галерија
- Јуконска равница
- Јукон река (зими )